# Pirdop (huyện)
Pirdop là một huyện thuộc tỉnh Sofia, Bungaria. Dân số thời điểm năm 2001 là 9352 người.